# Východní středohoří

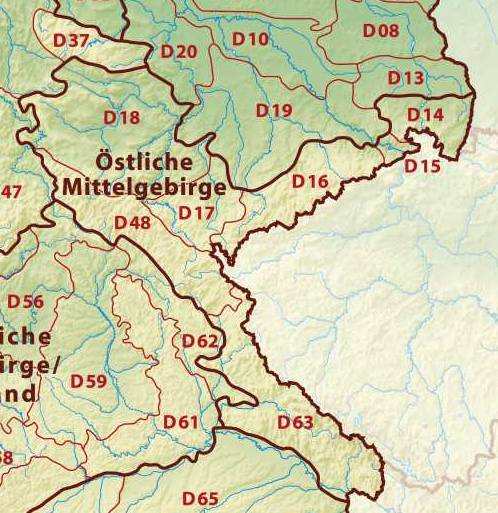

Východní středohoří je geomorfologická část Evropy v Německu. Navazuje na Českou vysočinu.
Německá část České vysočiny odpovídá přírodnímu regionu Östliche Mittelgebirge (Východní středohoří), který se dělí na níže uvedené oblasti (Haupteinheitengruppen). Východní středohoří částečně pokrývají prostor třech subprovincií, definovaných v geomorfologickém členění Česka: krkonošsko-jesenické, krušnohorské a šumavské.

## Subprovincie
Německé oblasti jsou orientačně seskupeny podle příslušných subprovincií.
- Krkonošsko-jesenická subprovincie
  - Oberlausitz (D14, Horní Lužice)
- Krušnohorská subprovincie
  - Sächsisch-Böhmisches Kreidesandsteingebiet (D15, Sasko-česká oblast křídových pískovců)
  - Erzgebirge (D16, Krušné hory)
  - Vogtland (D17, Země fojtů)
  - Thüringer Becken mit Randplatten (D18, Durynská pánev s okrajovými deskami)
  - Thüringisch-Fränkisches Mittelgebirge (D48, Durynsko-franské středohoří)
- Šumavská subprovincie
  - Oberpfälzisch-Bayerischer Wald (D63, Hornofalcko-bavorský les)

Východní středohoří na západě a severozápadě sousedí s regionem Westliche Mittelgebirge (Západní středohoří, od Harzu až po východní Francii a Benelux) a na jihozápadě s regionem Südwestliche Mittelgebirge / Stufenland (Jihozápadní středohoří a stupňoviny, zejména Franská Alba, Švábská Alba a Schwarzwald). Oba tyto regiony také patří do Hercynských pohoří. Na jihu (přibližně za Dunajem) navazuje Alpenvorland (Alpské podhůří), na severu pak Nordostdeutsches Tiefland (Severovýchodoněmecká nížina).